# Куйбышевфосфор
«Куйбышевфосфор» (последние годы существования — ОАО «Фосфор») — предприятие химического комплекса СССР и России в городе Тольятти Самарской области, функционировавшее с 1963 по 2003 год, выпускало жёлтый фосфор, ортофосфорную кислоту, фосфорные удобрения, синтетические моющие средства.

## Ранняя история
Сооружение завода было начато 1958 году, строительство вело предприятие «Химэнергострой». В 1963 году был получен первый волжский фосфор. Завод являлся самым крупным предприятием в СССР по выпуску фосфора и его производных, а также единственным производителем жёлтого фосфора в РСФСР.
На основе фосфора на заводе были организованы производства: синтетических моющих средств, сложных удобрений, жидких комплексных удобрений, фосфатирующих и моющих препаратов. Продукция предприятия поставлялась в 20 стран мира: Японию, Швейцарию, ФРГ, Монголию, Кубу, Португалию, Швецию, Йемен, Грецию, Вьетнам, Венгрию, Болгарию, Иран, Румынию, Нигерию, Афганистан, Сирию, Югославию, Корея, Ливию.
Предприятие участвовало в развитии спорта в Тольятти, в частности, на его средства в городе был построен яхт-клуб «Химик», что могли себе позволить немногие предприятия СССР, а также санаторий «Русский Бор». 
В начале 1960-х годов на предприятии начинал карьеру начальником смены будущий второй секретарь ЦК Компартии Армянской ССР Геннадий Андреев. 
В 1983 году на заводе произощёл инцидент с радиоактивным загрязнением.

## Новейшая история
После распада СССР предприятие было приватизировано и получило наименование ОАО «Фосфор», владельцем предприятия стала инвестиционная компания ЗАО «А-ТЕКС» под руководством Ирины Абрамовны Гендель. После приватизации И. Гендель занимала должность председателя совета директоров завода. 
Предприятие также выпускало стиральный порошок под маркой «Атекс».
В 2000—2004 гг. генеральный директор завода Сергей Груднев был депутатом округа № 16 тольяттинской городской думы III созыва.
Несмотря на то, что предприятие было единственным в России производителем жёлтого фосфора и ортофосфорной кислоты, оно не смогло закрепиться на рынке. Ошибки управления, общий спад мировых цен на фосфорные удобрения при росте цен на сырьё, зависимость от поставок импортного сырья привели к тому, что предприятие стало убыточным.
В 1998 году на предприятии было введено внешнее управление. После смены нескольких внешних управляющих в 2002 году предприятие было объявлено банкротом, в 2003 году прекратилась всякая производственная деятельность на мощностях завода, социальные объекты были переданы муниципалитету Тольятти. В 2007 году оставшиеся активы ОАО «Фосфор» были приобретены самарской компанией «Русский фосфор».
Заводской санаторий «Русский Бор» перешёл в собственность Волжского университета имени Татищева.
На 2007 год на территории завода оставалось не утилизированными больше 2 тысяч тонн отходов фосфоросодержащего шлама, около 100 тонн загрязненного жёлтого фосфора, свыше 700 тонн отходов, содержащих фенол, крезол, фосфорную кислоту, малеиновый ангидрид, берол, более 1 тысячи кубометров строительных отходов, а также 60 тонн трёххлористого фосфора и хлорокиси фосфора — отходов 1 класса опасности, представляющих реальную угрозу жизни горожан; 
в том же году трёххлористый фосфор и хлорокись фосфора были обезврежены. 
В 2011 году мэрией Тольятти принята специальная долгосрочная программа по ликвидации экологического ущерба от прошлой деятельности предприятия.
По состоянию на 2010-е годы производственная площадка бывшего завода находится в ведении управляющей компании ООО «Химзавод» — деятельность которой связана с продажей и сдачей в аренду производственных площадок, энергоресурсов, офисов бывшего предприятия, на территории завода осуществляют производственную деятельность свыше 50 юридических лиц, занимающихся заготовкой металлолома, переработкой твёрдых бытовых отходов, производством моющих средств и другой деятельностью.